# Rhus sandwicensis
Rhus sandwicensis är en sumakväxtart som beskrevs av Asa Gray.
Rhus sandwicensis ingår i släktet sumaker och familjen sumakväxter. Inga underarter finns listade i Catalogue of Life.